# Joachim Utech
Joachim Christoph Ludwig Utech (ur. 15 maja 1889 w Białogardzie, zm. 30 marca 1960 w Marburgu) – niemiecki rzeźbiarz.

## Życiorys
Po ukończeniu w 1907 gimnazjum w Białogardzie wyjechał do Berlina, gdzie w 1908 rozpoczął studia na Akademii Sztuk Pięknych. Od 1911 przez dwa lata był słuchaczem państwowej szkoły sztuki, którą ukończył z dyplomem pedagoga sztuki. W 1913 rozpoczął studia na Akademii Sztuk Pięknych w Lipsku, ale rok później wybuchła I wojna światowa i Joachim Utech przerwał naukę. Został zwerbowany do wojska, walczył na froncie i cztery lata później został poważnie ranny. W 1919 powrócił do Lipska i pracował jako niezależny twórca. Dwa lata później otrzymał posadę nauczyciela w liceum w Czerniachowsku (wówczas Isterburg), w 1925 powrócił do Białogardu i pracował w tamtejszej szkole ucząc sztuki i rysunku. W 1945 razem z innymi mieszkańcami ewakuował się do Eyendorfu, a następnie do Lüneburga. Początkowo nauczał w gimnazjum, a później w liceum. W 1952 względy zdrowotne zadecydowały o przeprowadzce Joachima Utecha do Daxweiler w górach Hunsrück, a trzy lata później do Marburga, gdzie zmarł 30 marca 1960.

## Twórczość
Joachim Utech był rzeźbiarzem tworzącym w drewnie i kamieniu, głównie w marmurze, diabazie i granicie. Opuszczając w 1945 Białogard pozostawił dwieście pięćdziesiąt rzeźb, z czego władze Polski zwróciły mu w 1957 tylko sześćdziesiąt dziewięć. Po 1945 stworzył czterysta trzydzieści sześć rzeźb, które zostały skatalogowane. Kolekcję czterdziestu ośmiu sztuk posiada Hendrik Hommel. Pozostałe z dwustu eksponowanych posiadają Muzeum Pomorskie w Greifswaldzie i Muzeum Lippe.